# Скир (молочный продукт)

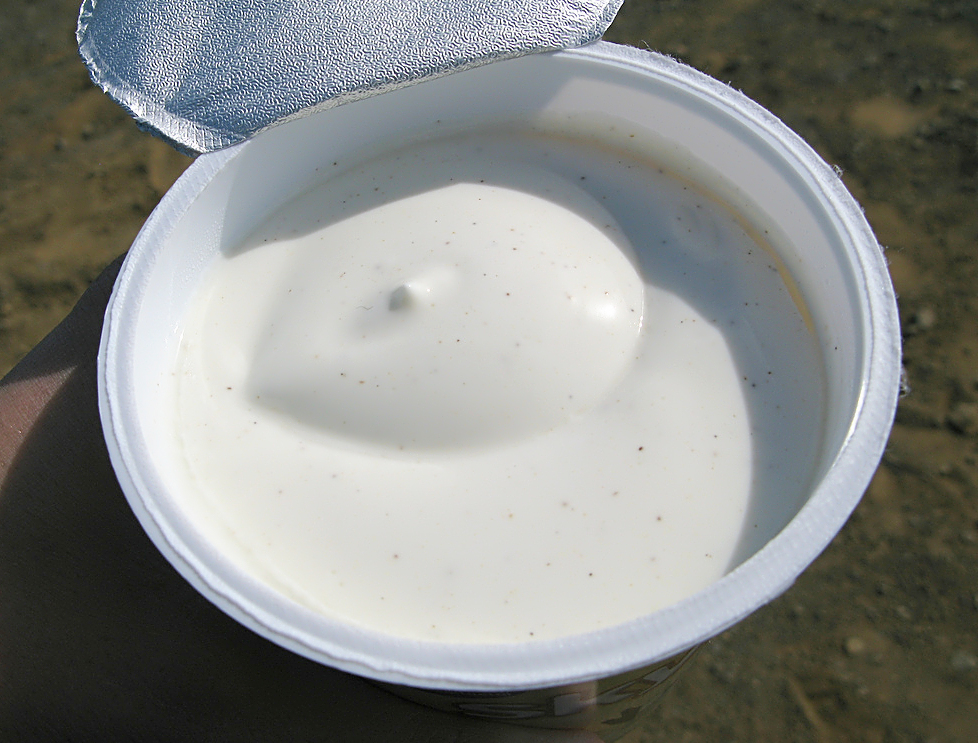
Скир со вкусом ванили (skyr með vanillu)

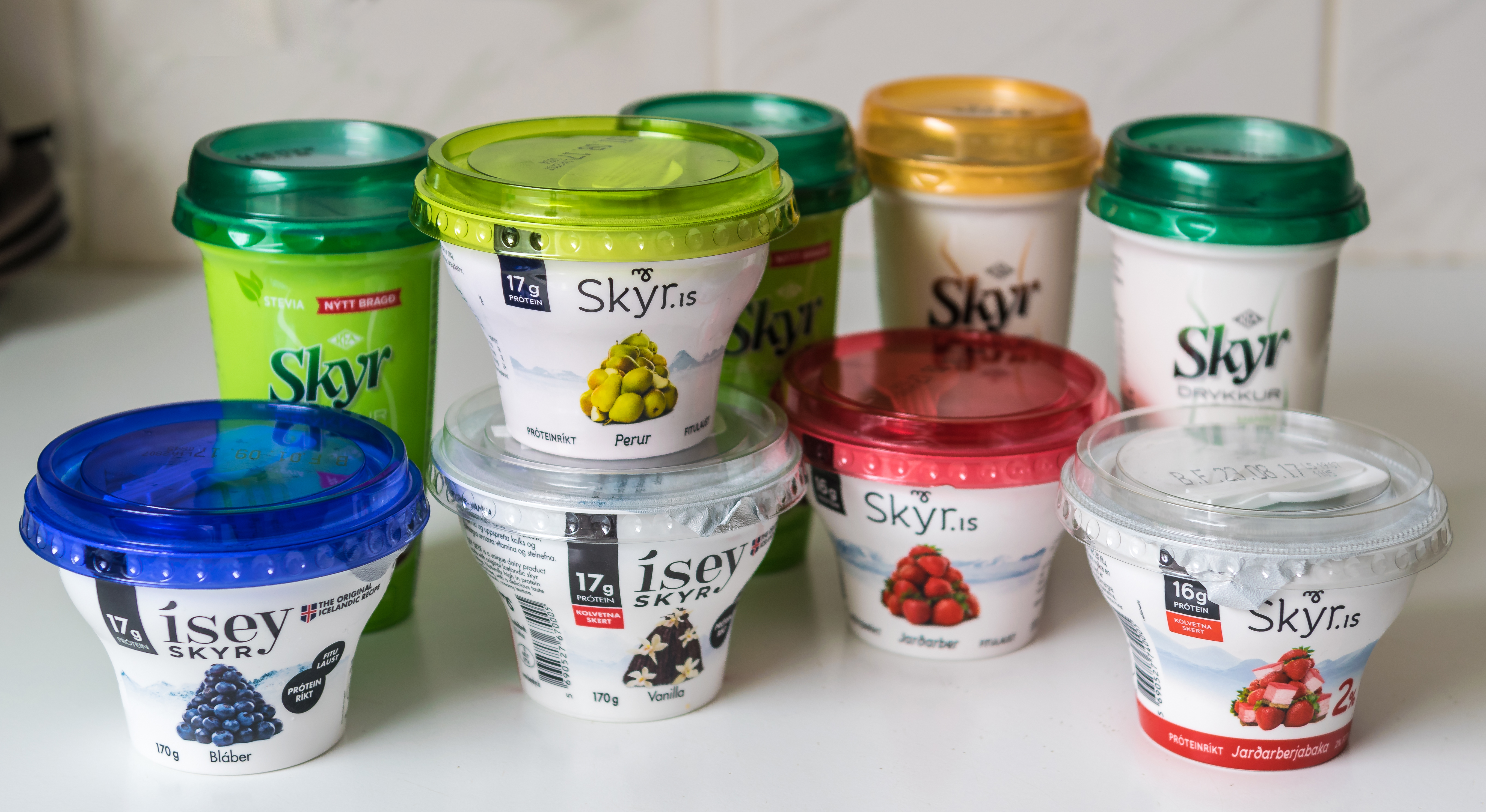
Упаковки скира

Скир (исл. skyr /ˈscɪːr̥/) — традиционный исландский молочный продукт, напоминающий нечто среднее между сметаной и творожной массой и имеющий кисловатый вкус и густую консистенцию. 
Современные коммерческие разновидности скира и греческого йогурта (например, марка «Skyr» скандинавского молочного концерна «Arla» и марка «Файе» одноимённого люксембургского производителя, соответственно) отличаются только тем, что скир имеет 0 % жирности и немного большее содержание белка (более густую консистенцию), тогда как греческий йогурт не всегда бывает обезжиренным.

## История
Скир является частью исландской культуры более тысячи лет. Упоминания о скире можно встретить в старинных исландских сагах, в том числе Саге об Эгиле и Саге о Греттире. Тем не менее подробных описаний скира там нет, так что трудно сказать, назывался ли скиром в то время тот же продукт, что и сейчас.
Кулинарный историк Халлгердюр Гисладоттир предположила, что скир был известен по всей Скандинавии к моменту заселения Исландии, но позднее был забыт везде, кроме этой страны.

## Производство
Традиционно скир производился из сырого молока, однако современный продукт производится из пастеризованного обезжиренного молока. В тёплом молоке разбавляют немного скира, добавляя тем самым в него такие бактерии, как Streptococcus salivarius subsp. thermophilus и Lactobacillus delbrueckii subsp. bulgaricus. Иногда также добавляют реннин, и оставляют молоко для коагуляции. Затем скир процеживают через ткань, чтобы удалить сыворотку (mysa по-исландски) и сохранить твёрдые частицы молока.
В Исландии производят скир в чистом виде, с добавлением фруктов, а также питьевой скир, наподобие жидкого йогурта.
Обычный скир содержит примерно 12% белка, 3% углеводов и 0,5% жира, а также, как и все молочные продукты, кальций и витамины.
В России скир начал выпускаться в 2018 году на производстве компании «Лактис» в Великом Новгороде под исландским брендом Ísey Skyr.

## Употребление
Скир едят ложкой. Исландцы обычно едят скир в холодном виде, а иногда разбавляют водой или молоком и добавляют сахар.
Скир может быть использован для приготовления традиционного исландского блюда hræringur («перемешанный»), который состоит из примерно равных количеств скира и каши. Это блюдо часто смешивают с вареньем или фруктами на десерт, с рыбой на ужин или с хлопьями на завтрак.
Скир является популярным продуктом в Исландии, а также продается в некоторых частях Дании, Норвегии, Швеции, Финляндии, Эстонии, Латвии, Литвы, Польши, Болгарии, Германии, Нидерландов, Великобритании, России и США.
В Норвегии словом «скир» также называют некоторые другие кисломолочные продукты, как правило — побочные продукты от производства сыра.